# Liste der Ständigen Vertreter Brasiliens bei der CPLP
Die Ständige Vertretung der brasilianischen Regierung bei der Comunidade dos Países de Língua Portuguesa befindet sich in Lissabon.
| Ernannt       | Name                           | Bemerkungen | Mensagem Senado Federal | im Senat des Nationalkongress (Brasilien) vorgestellt am | ernannt von               | Posten verlassen |
| ------------- | ------------------------------ | --- | ----------------------- | -------------------------------------------------------- | ------------------------- | ---------------- |
| Juli 2000     | Dulce Maria Pereira            | |                         |                                                          | Fernando Henrique Cardoso |                  |
| 1. Aug. 2002  | João Augusto de Médicis        | |                         |                                                          | Fernando Henrique Cardoso | 2003             |
| 30. Juni 2006 | Lauro Barbosa da Silva Moreira | (* 10. Februar 1940 in Anápolis), Sohn von Honorina Augusta Barbosa Silva und Nicanor de Faria Silva, 31. Mai 2000–2004: Botschafter in Rabat | MSF 93 de 2006          | 20. Juni 2006                                            | Luiz Inácio Lula da Silva |                  |
| 13. Sep. 2013 | José Roberto de Almeida Pinto  | [ 2 ] |                         |                                                          | Dilma Rousseff            |                  |
| 2. Juni 2016  | Gonçalo Mello Mourão           | [ 3 ] |                         |                                                          | Dilma Rousseff            |                  |
| 14. Sep. 2023 | Juliano Nascimento             | [ 3 ] |                         |                                                          | Luiz Inácio Lula da Silva |                  |